# Gavin Fisher
Gavin Fisher (* 30. August 1964) ist ein britischer Ingenieur und früherer Chefingenieur des Williams-Formel-1-Teams.

## Leben und Wirken
Fisher studierte Maschinenbau an der University of Hertfordshire (damals Hatfield Polytechnic) und schloss das Studium mit Bestnote ab.
Zu Williams kam er 1989, nachdem er einige Zeit für Ricardo Consulting gearbeitet hatte. Einige Monate nach ihm kam Adrian Newey zu Williams und Fisher arbeitete bei ihm, bis Newey 1997 zu McLaren ging. Fisher, sein Schüler, wurde zum Chefkonstrukteur befördert und blieb es bis 2005. In dieser Zeit war er als Chefkonstrukteur maßgeblich an der Entwicklung der Williams-F1-Rennwagen FW20 bis FW27 beteiligt. Am erfolgreichsten waren dabei die beiden Wagen FW24 und FW25 mit denen Williams 2002 und 2003 jeweils den zweiten Platz in der Konstrukteurswertung erzielen konnte.
Im September 2004 verletzte er sich schwer bei einem Motorradunfall und musste wegen eines gebrochenen Beckens operiert werden. Der Ingenieur Mark Loasby übernahm Fishers Aufgaben und konstruierte den Williams FW27.
Fisher zog sich nach dem Ende seiner Tätigkeit für Williams ins Privatleben zurück.